# Cantamos
Cantamos es el séptimo álbum de estudio de la banda de country rock Poco. Fue publicado a principios de noviembre de 1974 por Epic Records.

## Grabación
Las sesiones de grabación del álbum tuvieron lugar en Record Plant, un estudio ubicado en Los Ángeles, California, entre agosto y septiembre de 1974. «Susannah», «High and Dry», «Western Waterloo», «One Horse Blue», y «Whatever Happened to Your Smile» estuvieron entre las primeras pistas que se grabaron, todas durante sesiones del 27 al 30 de agosto. Las pistas restantes del álbum se grabaron a lo largo del 3, 5, 9, y 10 de septiembre. La misma banda produjo el álbum mientras que Mark Henry Harman se desempeñó como ingeniero de audio. Una vez completas las sesiones de grabación, Wally Traugott masterizó el álbum en los estudios Capitol, en Hollywood, California.

## Recepción de la crítica
Un escritor no especificado de la revista Cash Box lo consideró “un gran LP”, y elogió “las armonías impecables y los arreglos ajustados que han caracterizado a Poco en el pasado”.

## Lista de canciones
Todas las canciones escritas y compuestas por Paul Cotton, excepto donde esta anotado. 
| Lado uno |                      |              |          |  |
| N.º      | Título               | Escritor(es) | Duración |  |
| 1.       | «Sagebrush Serenade» | Rusty Young  | 4:57     |  |
| 2.       | «Susannah»           |              | 4:08     |  |
| 3.       | «High and Dry»       | Young        | 4:54     |  |
| 4.       | «Western Waterloo»   |              | 4:00     |  |

| Lado dos |                                   |                   |          |  |
| N.º      | Título                            | Escritor(es)      | Duración |  |
| 1.       | «One Horse Blue»                  |                   | 3:36     |  |
| 2.       | «Bitter Blue»                     | Timothy B. Schmit | 3:22     |  |
| 3.       | «Another Time Around»             |                   | 5:02     |  |
| 4.       | «Whatever Happened to Your Smile» | Schmit            | 3:15     |  |
| 5.       | «All the Ways»                    | Young             | 3:27     |  |

## Créditos y personal
Créditos adaptados desde las notas de álbum de Cantamos.
Poco
- Paul Cotton – voces, guitarra
- George Grantham – voces, batería
- Timothy B. Schmit – voces, bajo eléctrico
- Rusty Young – voces, banjo, steel guitar, guitarra

Personal técnico
- Poco – productor
- M. Hank Harman – ingeniero de audio
- Michael Verdick – ingeniero asistente
- Wally Traugott – masterización
- Phil Hartman – diseño de portada
- Gribbitt! – dirección artística

## Posicionamiento
| Gráfica (1975)                            | Pico de posición |
| ----------------------------------------- | ---------------- |
| Estados Unidos (Billboard Top LPs & Tape) | 76               |
| Estados Unidos (Cash Box Top 100 Albums)  | 58               |